# Australopithecus bahrelghazali

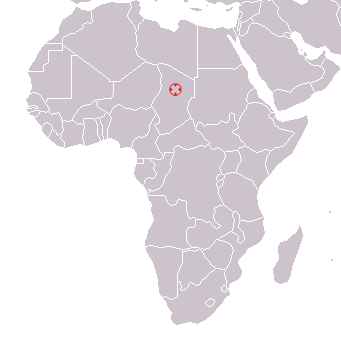
Der Fundort im Tschad

Australopithecus bahrelghazali ist eine Art der ausgestorbenen Gattung Australopithecus aus der Familie der Menschenaffen. Fossilien, die Australopithecus bahrelghazali zugeordnet wurden, stammen aus einer maximal 3,5 Millionen Jahre alten Schicht der Fundstelle KT 12 im Norden des Tschad.
Die Einordnung der Funde als eigenständige Art ist umstritten. Ihre Bedeutung besteht vor allem im Nachweis eines wesentlich größeren Verbreitungsgebietes der Australopithecinen als zuvor angenommen: vom Afar-Dreieck in Äthiopien über den Ostafrikanischen Graben hinweg bis rund 2500 Kilometer nach Westen.

## Namensgebung
Die Bezeichnung der Gattung Australopithecus ist abgeleitet von lat. australis („südlich“) und griechisch πίθηκος, altgr. ausgesprochen píthēkos („Affe“). Das Epitheton bahrelghazali verweist auf den Fundort im Flussbett des Bahr al Ghazal (arab.: Fluss der Gazellen). Australopithecus bahrelghazali bedeutet also „südlicher Affe vom Gazellenfluss“.

## Erstbeschreibung
Holotypus von Australopithecus bahrelghazali ist das erste entdeckte Fossil der Art, ein teilweise erhaltener Unterkiefer (Archivnummer KT 12/H1), der 1995 bei Koro Toro (Fundstelle KT 12; Geodaten: 15°58'10 N, 18°52'46 O) geborgen worden war. Des Weiteren wurde nur ein isolierter Zahn entdeckt.
Grabungsleiter Michel Brunet von der 1994 von ihm gegründeten Mission Paléoanthropologique Franco-Tchadienne gab dem Unterkiefer den Spitznamen „Abel“, im Gedenken an seinen während Grabungsarbeiten in Kamerun an den Folgen der Malaria verstorbenen Kollegen und Geologen Abel Brillanceau von der Universität Poitiers.

## Merkmale
Die Entdecker der beiden Fossilien argumentierten, dass die Zähne von Australopithecus bahrelghazali eine dickere Zahnschmelz-Schicht aufweisen als Ardipithecus ramidus, was ihn von diesem unterscheide, während der Knochenbau des Unterkiefers und die Zahnwurzeln der erhaltenen Prämolaren von den Verhältnissen bei Australopithecus afarensis abweichen. Hinweise auf Körpergröße, Gehirnvolumen oder auf bestimmte Verhaltensweisen existieren aufgrund der sehr bescheidenen Fundlage jedoch nicht; zahlreiche Forscher interpretieren die Funde aus dem Tschad daher als lokale Variante von Australopithecus afarensis.
Aus der gleichen Fundschicht, aus der die Fossilien von Australopithecus bahrelghazali stammen, wurden auch Fossilien diverser anderer Tier- und Pflanzenarten geborgen. Die Forscher bestimmten unter anderem fossile Knochen von landlebenden Arten aus der Gruppe der Schweine, Elefanten und Stegodonten, Giraffen, Antilopen (Parmularius), Springböcke, Rindergiraffen (Sivatherium), Breitmaulnashörner, Pferde (Hipparion), Rinder und Wasserböcke. Ferner fanden sie Überreste von wasserlebenden Arten aus den Gruppen der Barschartigen und der Welsartigen, der Weichschildkröten, der Krokodile (Tomistoma), der Entenvögel, der Flusspferde (Hexaprotodon) und der Otter. Aus dem relativ großen Anteil an Rindern sowie den Springböcken an den Fossilien wurde gefolgert, dass der Lebensraum von Australopithecus bahrelghazali – ähnlich wie bei den anderen Australopithecus-Arten – aus Wasserflächen, bewaldeten Gebieten und baumbestandenem Grasland (Savannen) bestand; diese Interpretation wurde gestützt durch das Fehlen von Waldböcken und Primaten anderer Gattungen als Australopithecus. Zugleich belegte jedoch der Nachweis von Giraffen, dass es zumindest eine gewisse Anzahl Bäume gegeben haben muss.
Anhand des Verhältnisses von 12C-Atomen zu 13C-Atomen im Zahnschmelz wurde hergeleitet, dass Australopithecus bahrelghazali sich insbesondere von C4-Pflanzen ernährte, das heißt, überwiegend von Gräsern. Jedoch weist Australopithecus bahrelghazali – im Unterschied zur wesentlich jüngeren Art Paranthropus boisei – keine spezielle Anpassung seiner Zähne an relativ harte Gräser auf. Daher wurde argumentiert, die Nahrungsaufnahme von Australopithecus bahrelghazali sei vermutlich am ehesten mit den heute lebenden Dscheladas vergleichbar, die sich teils von Gras und Grassamen ernähren, teils von Wurzeln und Knollen.

## Datierung
Laut Erstbeschreibung wurden die Fossilien zunächst biostratigraphisch (anhand von Leitfossilien) auf ein Alter von rund 3,5 bis 3,0 Millionen Jahren datiert. Eine weitere Datierung ergab 2008 ein Alter von 3,58 ± 0,27 Millionen Jahren. Gegen die Datierung der Funde wurde 2008 eingewandt, dass sie nicht in situ entdeckt wurden, dass demnach eine Verlagerung durch geologische oder andere Prozesse nicht ausgeschlossen werden könne.

## Belege
1. ↑  Michel Brunet,  Alain Beauvilain, Yves Coppens, Emile Heintz, Aladji H. E. Moutaye und David Pilbeam: Australopithecus bahrelghazali, une nouvelle espèce d'Hominidé ancien de la région de Koro Toro (Tchad). In: Comptes Rendus de l'Academie de Sciences – Serie IIa: Sciences de la Terre et des Planetes. Band 322, Nr. 10, 1996, S. 907–913, Volltext (PDF).
2. ↑  Michel Brunet et al.: The first australopithecine 2,500 kilometres west of the Rift Valley (Chad). In: Nature. Band 378, 1995, S. 273–275, doi:10.1038/378273a0.
3. ↑  Ann Gibbons: Profile: Michel Brunet. One Scientist's Quest for the Origin of Our Species. In: Science. Band 298, Nr. 5599, 2002, S. 1708–1711, doi:10.1126/science.298.5599.1708.
4. ↑  Bernard Wood, Nicholas Lonergan: The hominin fossil record: taxa, grades and clades. In: Journal of Anatomy. Band 212, Nr. 4, 2008, S. 358, doi:10.1111/j.1469-7580.2008.00871.x, Volltext (PDF; 292 kB). (Memento vom 29. Oktober 2013 im Internet Archive)
5. 1 2  Julia Lee-Thorp et al.: Isotopic evidence for an early shift to C4 resources by Pliocene hominins in Chad. In: PNAS. Band 109, Nr. 50, 2012. S. 20369–20372, doi:10.1073/pnas.1204209109
 Human Ancestors Were Grass Gourmands. Mit einer Abbildung des Unterkiefers. Auf: sciencemag.org vom 12. November 2012.
6. ↑  Anne-Elisabeth Lebatard et al.: Cosmogenic nuclide dating of Sahelanthropus tchadensis and Australopithecus bahrelghazali: Mio-Pliocene hominids from Chad. In: PNAS. Band 105, Nr. 9, 2008, S. 3226–3231, doi:10.1073/pnas.0708015105.
7. ↑  Alain Beauvilain: The contexts of discovery of Australopithecus bahrelghazali (Abel) and of Sahelanthropus tchadensis (Toumaï): unearthed, embedded in sandstone, or surface collected? In: South African Journal of Science. Band 104, Nr. 5–6, 2008, S. 165–168, Volltext (PDF; 491 kB).